# Moulin de Lombe
Pour les articles homonymes, voir Lombe.
Le moulin de Lombe, en anglais : the Lombe's Mill, est le premier moulin à filer et retordre la soie (à « organsiner ») à avoir fonctionné en Angleterre. Il fut construit à Derby, sur une île au milieu de la Derwent, après le voyage que fit John Lombe en Piémont en 1717, pour en revenir avec les détails de conception des machines à soie italiennes - filatoio et torcitoio - et aussi quelques ouvriers du pays,,. L'architecte du bâtiment est George Sorocold.

## Emplacement
Lombe's Mill fut construit près de l'emplacement du moulin de Thomas Cotchett, établi en 1704 sur la rive ouest de la Derwent, à Derby. À ce niveau un barrage s'étendait en travers de la rivière et le moulin fut bâti en aval, sur une île séparant le cours principal du bief de trois moulins à grain. Derby était un emplacement de choix, où le cours de la rivière était rapide et traversé par la route de Londres à Carlisle.

## Histoire
Pour un article plus général, voir Musée des industries de Derby.
L'importance historique de ce moulin à soie tient au fait qu'il fut le premier à fonctionner en Angleterre, et probablement la première usine complètement mécanisée au monde. Le moulin de Thomas Cotchett, construit en 1704, avait été un échec et c'est pourquoi John Lombe avait rendu visite en 1716 aux moulins à soie du Piémont. Il s'agit d'un exemple précoce d'espionnage industriel. Il revint à Derby avec les connaissances nécessaires et un groupe d'Italiens. Avec son demi-frère Thomas, né en 1685, il fit construire par George Sorocold un moulin de sa conception où il installa les nouvelles machines. L'emplacement choisi était au sud de celui du moulin de Cotchett.
Thomas Lombe obtint un brevet de quatorze ans pour protéger la conception de ses machines. Le roi de Sardaigne, Victor-Amédée II de Savoie, réagit mal à ce défi et suspendit l'exportation des soies grèges nécessaires à cette production. Il est soupçonné d'être responsable de la mort mystérieuse de John Lombe six ans après son voyage, en 1722. Son frère aîné Thomas reprit alors l'entreprise. À l'échéance des brevets, en 1732, d'autres moulins furent construits à Stockport et Macclesfield.
En 1739, le moulin fut vendu à Thomas Wilson, vente à l'occasion de laquelle fut réalisé un inventaire qui existe toujours. Le moulin passa ensuite par de nombreuses mains et fut reconstruit plusieurs fois, mais son architecture, bien que modifiée, subsiste et a été restaurée pour héberger le musée des industries de Derby. Sur le pont d'Exeter voisin, se trouve un portrait en bas-relief de John Lombe.

## Techniques
La soie est une fibre textile d'origine animale produite par de nombreux arthropodes, araignées et chenilles de certains papillons. En 1700, celle qui sert à produire les tissus de soie est issue du cocon produit par la chenille (ver à soie) du bombyx du mûrier (Bombix mori) pour protéger sa larve. Les vers à soie se nourrissent des feuilles du mûrier, qui pousse en Italie. Les fibres de soie de la chenille du bombix ont une section triangulaire à coins arrondis, de 5 à 10 μm de large. La soie est principalement constituée d'une protéine appelée fibroïne, qui est tenue en place par une gomme, une autre protéine appelée séricine. Les cocons sont récoltés et placés dans l'eau chaude, qui dissout la gomme et permet d'enrouler le fil en écheveau. Les écheveaux sont rassemblés en balles et envoyés au moulin. Trois types de fil peuvent alors être produits : un fil sans torsion, utilisable comme fil de trame ; un fil ayant subi une légère torsion, le rendant plus aisé à manipuler ; et l'organsin, soumis à une torsion plus grande et utilisable comme fil de chaîne. La soie reçue en écheveaux est d'abord lavée, torsadée et enroulée sur des fuseaux. La soie des fuseaux subit une nouvelle torsion pour former les fils des deux derniers types. Les fils de soie sont alors tordus ensemble dans une opération appelée retordage.
En 1700, les Italiens étaient les filateurs techniquement les plus avancés. Ils avaient développé deux machines capables d'enrouler la soie sur les fuseaux tout en imprimant une torsion au fil. Ils appelaient la machine à filer filatoio et la machine à retordre torcitoio. Il existe une illustration de 1487 montrant une machine à filer circulaire à main de 32 fuseaux. La première trace de filatoio mécanique remonte au XIIIe siècle, la première représentation graphique aux environs de 1500. Filatoios et torcitoios était constitués de cadres circulaires qui tournaient l'un autour de l'autre sur un axe central. La vitesse de rotation relative déterminait la torsion. Le processus impliquait que la soie soit maintenue à un haut degré de chaleur et d'humidité. En Italie, la chaleur du soleil était suffisante, mais à Derby le moulin devait être chauffé et la chaleur répartie régulièrement.

## Installations

### Italian Works
Il reste peu de chose du moulin d'origine. On sait par les sources écrites qu'il était de plan rectangulaire et comptait quatre étages. Il était construit en briques, en appareil flamand, sur 33,5 mètres de longueur pour 12 de largeur. Il reposait sur une série d'arches de pierre sous lesquelles s'écoulaient les eaux de la Dewent. Le moulin avait une hauteur de 17 mètres, surmonté d'un toit en pente douce. Les machines à filer faisaient deux niveaux de haut et traversaient le plancher du premier étage. Les machines à embobiner occupaient les trois étages supérieurs. Toute la machinerie était animée par la roue à aubes extérieure conçue par Sorocold, de sept mètres de diamètre et deux mètres de largeur, dont l'axe pénétrait l'édifice par un orifice percé à la hauteur du rez-de-chaussée. L'axe mettait en mouvement un arbre vertical de 0,45 mètre carré de section, qui entraînait un arbre horizontal de la longueur du bâtiment. Les torcitoios et filatoios tiraient leur énergie de cet arbre. L'arbre vertical se prolongeait au-dessus du premier étage par un goujon d'acier jusqu'à un autre arbre qui animait les machines des trois étages supérieurs. Comme l'expliquait le brevet de 1718, le traitement de la soie nécessitait le chauffage du moulin. En 1732, on rapporta que Lombe utilisait un moteur à vapeur pour pomper l'air chaud extérieur. La cage d'escalier atteignait 19,5 mètres de haut, son architecture n'est pas connue et on ne sait pas comment les balles de soie étaient hissées d'un étage à l'autre.

### Atelier de retordage
Quelque temps avant 1739, un atelier de retordage non mécanisé fut construit au nord des Italian Works.
Le bâtiment principal comptait deux étages sur une étendue de 42,4 mètres sur 5,5 mètres. Chacun des trois niveaux était utilisé pour le retordage, qui employait 306 machines à retordre.